# Rudolf Wedekind (Politiker)

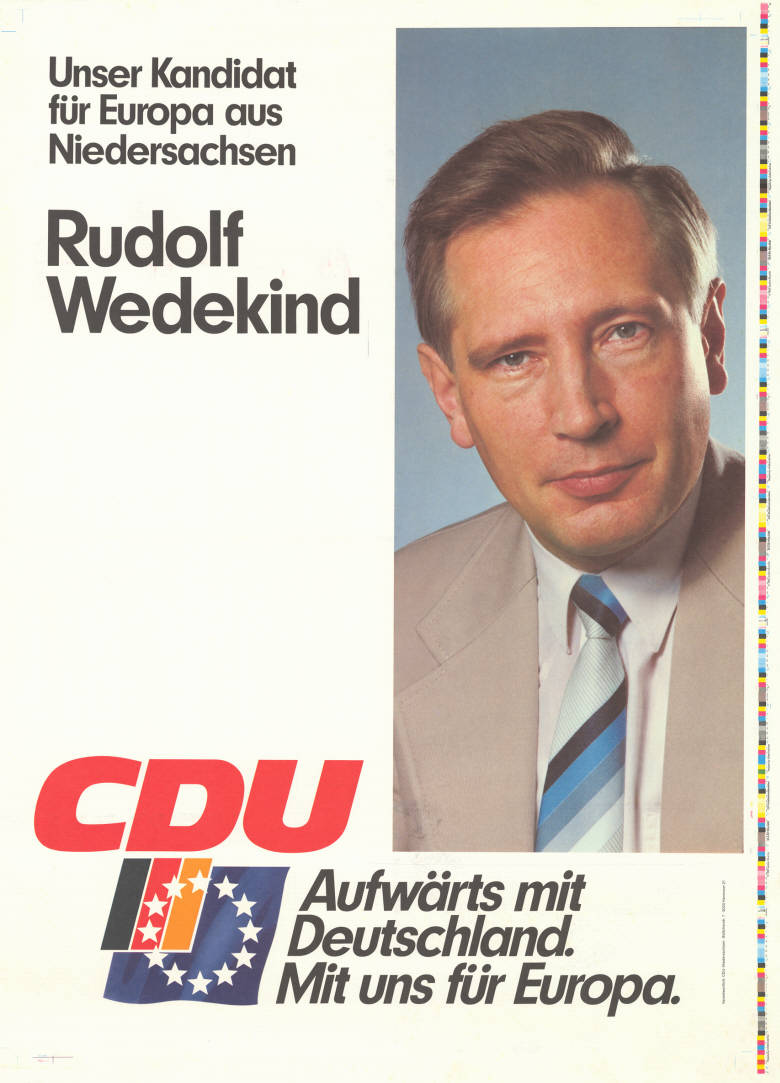
Kandidatenplakat zur Europawahl 1984

Rudolf Wedekind (* 4. August 1938 in Hannover; † 30. November 2016) war ein deutscher Schriftsteller und Politiker (CDU). Er war von 1974 bis 1982 Mitglied des Niedersächsischen Landtages und von 1981 bis 1989 Mitglied des Europäischen Parlaments. Als Autor benutzte er auch das Synonym Felix Unbürger.

## Leben
Rudolf Wedekind, Sohn von Franziska Wedekind, geborene Böhme, und des Kaufmanns Alois Wedekind, besuchte von 1945 bis 1953 die Volksschule und absolvierte danach bis 1956 eine Ausbildung zum Textilgroßhandelskaufmann. Danach arbeitete er bis 1959 als Buchhalter, Verkäufer, Verkaufskorrespondent und Handelsvertreter. In den Jahren 1959 und 1960 unternahm er eine Studienreise durch zahlreiche Länder Südeuropas, Asiens und Afrikas. In Nigeria erkrankte er an Kinderlähmung, die in einem 18 Monate währenden Krankenhausaufenthalt behandelt wurde. Von 1961 bis 1964 ließ er sich zum Fremdsprachenkorrespondenten und Übersetzer für die Sprachen Englisch und Französisch ausbilden. Er übersetzte in den Jahren von 1961 bis 1974 für verschiedene Verlage Bücher, arbeitete als Finanzkaufmann und veröffentlichte einige Texte, teilweise politischen Inhalts. Neben Deutsch, Englisch und Französisch sprach er auch Spanisch, Italienisch, Portugiesisch und Niederländisch.

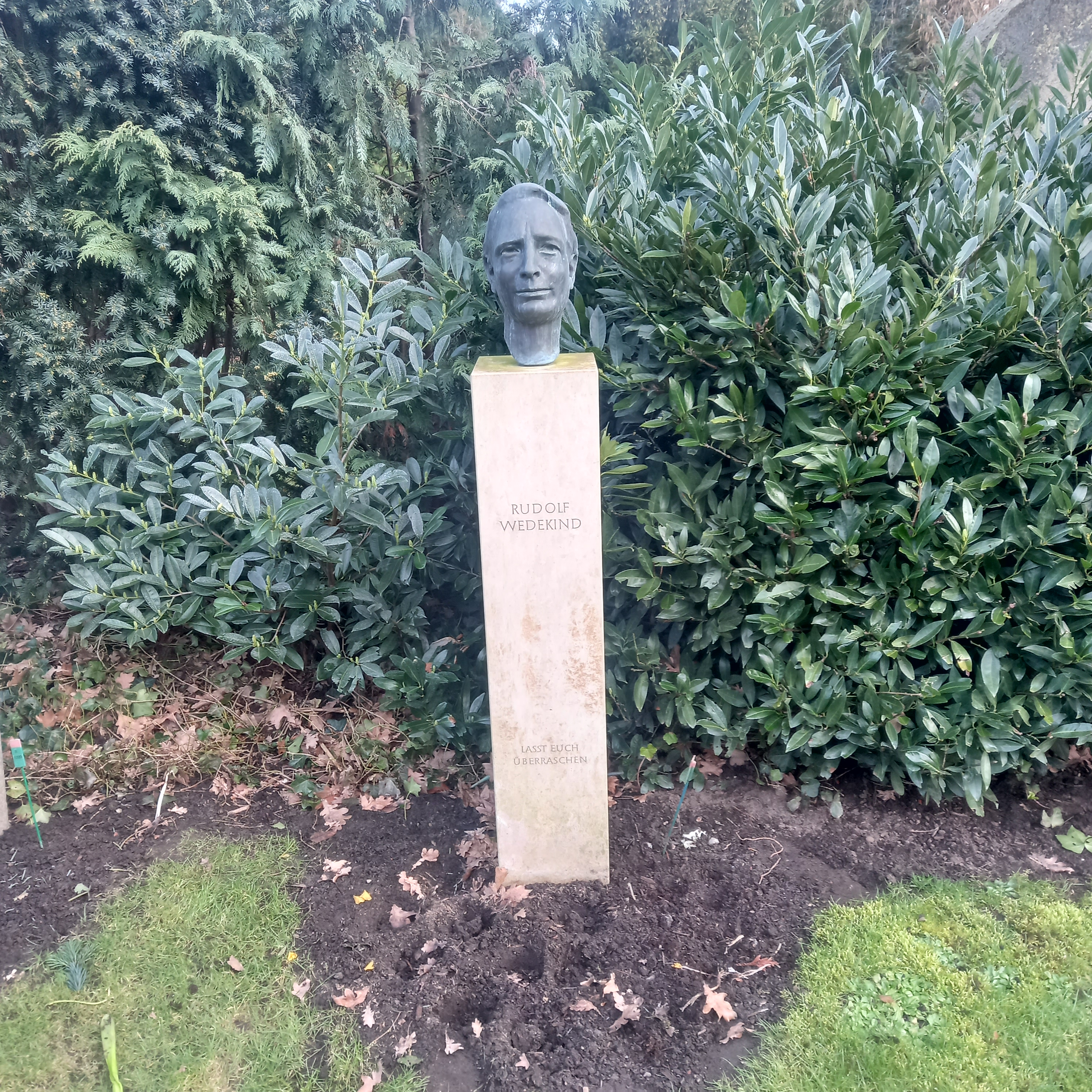
Das Grab von Rudolf Wedekind auf dem Stadtfriedhof Engesohde in Hannover

In einer von seinem Tod berichtenden Traueranzeige steht vor seinem Namen „Dr. h. c.“ (Doctor honoris causa).
Rudolf Wedekind war katholisch, ledig und lebte in Hannover. Sein Grab befindet sich auf dem Stadtfriedhof Engesohde in Hannover.

## Politik
Rudolf Wedekind trat im Jahr 1961 in die Junge Union (JU) und in die CDU ein. Er wurde JU-Bezirksvorsitzender, übernahm in der CDU den stellvertretenden Kreisvorsitz und wurde CDU-Bezirksvorstandsmitglied. 
In den Jahren 1964 bis 1978 war Rudolf Wedekind Mitglied des Stadtrates von Hannover. Er gehörte den Aufsichtsräten diverser städtischer Einrichtungen an. In den Jahren 1968 bis 1974 war er auch Mitglied der Verbandsversammlung des Verbandes Großraum Hannover. Im Jahr 1974 wurde ihm der Ehrenring der Stadt Hannover überreicht.
Vom 21. Juni 1974 bis zum 27. Januar 1982 (8. und 9. Wahlperiode) war Wedekind für den Wahlkreis Hannover-Mitte Mitglied des Niedersächsischen Landtages. Von 1981 bis 1989 (1. und 2. Wahlperiode) gehörte er dem Europäischen Parlament an.

## Veröffentlichungen (Auswahl)
- Kleine Wahrheiten. 1968.
- Roxenblätter. 1972.
- Plädoyer für ein Europäisches Fernsehen. 1983.
- Ausschuß-Sitzung. In: kontakte. Sozialdemokratische Bürgerzeitung. Oktober 1983, S. 2.
- Die Türkische Verfassung. 1984.

## Weblink
- Rudolf Wedekind in der Abgeordneten-Datenbank des Europäischen Parlaments